# Дудадег
Дудадег (перс. دودده) — село в Ірані, у дегестані Чубар, у бахші Хавік, шагрестані Талеш остану Ґілян. За даними перепису 2006 року, його населення становило 15 осіб, що проживали у складі 4 сімей.